# 植廷晓
植廷晓（？—971年3月3日），南汉将领。《欽定古今圖書集成》引《萬姓統譜》指「宋，植廷曉，北漢將」，不確。
宋太祖開寶四年（公元971年），宋师南征南汉，南汉后主刘鋹以郭崇岳为招讨使，与植廷晓一同率部前往马迳防御宋军。崇岳懦弱，只知终日祈祷于鬼神，植廷晓对他说：“北军锋不可挡，我军虽众，却是疲惫之师。如不驱策向前，就要坐以待毙了。”于是带领自己的部队到水边列阵，命令郭崇岳殿后。二月，宋军渡河逼近城下，后主欲投降而被郭崇岳阻止，廷晓遂与宋军力战，不胜而死。《十国春秋》的作者吴任臣评价植廷晓为“铁中之铮铮者”。